# Peracalç (Baix Pallars)
Peracalç és un poble del terme municipal de Baix Pallars, a la comarca del Pallars Sobirà. Pertanyia a l'antic terme, suprimit el 1969, de Montcortès de Pallars. Està situat a la part meridional del terme municipal. El 2013 tenia 9 habitants.
Peracalç té tres esglésies: la parroquial de Sant Llorenç, les restes de la romànica de la Mare de Déu del Roser, i la de la Masia de Peracalç, lluny, a migdia del poble, i dedicada a Sant Feliu Africà.

## Etimologia
Joan Coromines explica el topònim Peracalç relacionant-lo amb 
Paracolls. L'eminent filòleg atribueix aquests topònims a la presència de l'ètim romànic pedra/pera, amb el mateix significat actual, i, en el cas de Peracalç, al mot comú calç, també amb el mateix significat actual. Cal destacar que a l'entorn del poble hi ha, efectivament, pedres de calç.

## Geografia

### El poble de Peracalç

#### Les cases del poble[3]
| - Casa Ampell - Casa Antoneso - Casa Batlle - Casa Bortona | - Casa Casó - Casa Claverol - Casa Dionísia | - Casa Franc - Casa Lluell - Casa Miquel Teresó | - Casa Pau - Casa Savinart - Casa Tonillo |

## Història

### Edat antiga
Dins del territori del poble de Peracalç es troben dos dels monuments megalítics més destacats de les terres pallareses: els dòlmens de la Cabana de Peralba i de la Cabana de Castellars d'en Pei.

### Edat mitjana
El poble i terme de Peracalç era propietat, fins a l'extinció dels senyorius, al segle xix, de la comunitat de canonges de la col·legiata de Santa Maria de Valldeflors de Tremp.

### Edat moderna
En el fogatge del 1553, Peracalç declara 10 focs laics i 1 d'eclesiàstic.

### Edat contemporània
Pascual Madoz dedica un breu article del seu Diccionario geográfico... a Peracalç (Peracals). S'hi pot llegir que el poble està situat en el vessant meridional de la muntanya del seu nom, on és combatut pels vents del nord i de ponent. El clima hi és fred, i s'hi produeixen inflamacions. Tenia en aquell moment 18 cases i una església parroquial, dedicada a Sant Llorenç, amb rector i beneficiat fill del poble. El terreny és pedregós, quasi tot ell una muntanya de pedra blavosa de la qual s'extreu calç, cosa que dona nom al poble.
S'hi collia blat, sègol, ordi, patates, llegums, i poca fruita i hortalisses; s'hi criaven ovelles i vaques, però en poca quantitat. Hi havia caça de llebres, conills i perdius. La població era de 12 veïns (caps de casa) i 112 ànimes (habitants).

## Demografia
| 1970 | 1981 | 2000 | 2002 | 2004 | 2006 | 2008 | 2010 | 2011 | 2013 |
| ---- | ---- | ---- | ---- | ---- | ---- | ---- | ---- | ---- | ---- |
| 12   | 13   | 7    | 6    | 9    | 10   | 10   | 11   | 11   | 9    |

Les dades del 1553 són 11 focs, és a dir, llars. Cal comptar a l'entorn de 5 persones per foc.

## Comunicacions
S'hi arriba a través d'una carretera local asfaltada en bon estat d'uns 6 quilòmetres, la pista de Peracalç, que surt del Coll de Mentui, a dos quilòmetres a ponent de Montcortès. No hi ha cap mena de transport 
públic que dugui a aquest poble.